# Club Polideportivo Bembibre
El Club Polideportivo Bembibre, también conocido como Embutidos Pajariel Bembibre PDM por motivos publicitarios, fue un equipo de baloncesto femenino con sede en Bembibre (León) que militaba en la Liga Femenina Endesa desde la temporada 2012-2013. Hasta su disolución en 2024, cumplió doce temporadas en la máxima categoría del baloncesto femenino español. 

## Trayectoria
| Temporada | Categoría       | Puesto                  | Postemporada                           |
| --------- | --------------- | ----------------------- | -------------------------------------- |
| 2006–07   | Liga Femenina 2 | 1                       |                                        |
| 2007–08   | Liga Femenina 2 | 1                       |                                        |
| 2008–09   | Liga Femenina 2 | 1                       |                                        |
| 2009–10   | Liga Femenina 2 | 13                      |                                        |
| 2010–11   | Liga Femenina 2 | 6                       |                                        |
| 2011–12   | Liga Femenina 2 | 2                       | Ascenso                                |
| 2012–13   | Liga Femenina   | 10/11                   |                                        |
| 2013–14   | Liga Femenina   | 4/12                    | Playoffs por el título (semifinalista) |
| 2014–15   | Liga Femenina   | 5/14                    |                                        |
| 2015-16   | Liga Femenina   | 8/14                    |                                        |
| 2016-17   | Liga Femenina 1 | 10/14                   |                                        |
| 2017-18   | Liga DIA        | 11/14                   |                                        |
| 2018-19   | Liga DIA        | 9/14                    |                                        |
| 2019-20   | LF Endesa       | Suspendida por COVID-19 |                                        |
| 2020-21   | LF Endesa       | 14/16                   |                                        |
| 2021-22   | LF Endesa       | 14/16                   |                                        |
| 2022-23   | LF Endesa       | 9/16                    |                                        |
| 2023-24   | LF Endesa       | 16/16                   | Descenso                               |